# Khánh Xuân, Lộc Bình
Khánh Xuân là một xã thuộc huyện Lộc Bình, tỉnh Lạng Sơn, Việt Nam.

## Địa lý
Xã Khánh Xuân nằm ở phía bắc huyện Lộc Bình, có vị trí địa lý:
- Phía đông giáp xã Đồng Bục và xã Mẫu Sơn
- Phía tây giáp huyện Cao Lộc
- Phía nam giáp xã Thống Nhất với ranh giới là sông Kỳ Cùng
- Phía bắc giáp huyện Cao Lộc.

Xã Khánh Xuân có diện tích 30,56 km², dân số năm 2018 là 3.427 người, mật độ dân số đạt 112 người/km².

## Lịch sử
Địa bàn xã Khánh Xuân hiện nay trước đây vốn là ba xã: Bằng Khánh, Xuân Lễ, Xuân Mãn thuộc huyện Lộc Bình.
Trước khi sáp nhập, xã Bằng Khánh có diện tích 13,07 km², dân số là 1.436 người, mật độ dân số đạt 110 người/km². Xã Xuân Lễ có diện tích 7,07 km², dân số là 854 người, mật độ dân số đạt 121 người/km². Xã Xuân Mãn có diện tích 10,42 km², dân số là 1.137 người, mật độ dân số đạt 109 người/km².
Ngày 21 tháng 11 năm 2019, Ủy ban Thường vụ Quốc hội ban hành Nghị quyết số 818/NQ-UBTVQH14 về việc sắp xếp các đơn vị hành chính cấp xã thuộc tỉnh Lạng Sơn (nghị quyết có hiệu lực từ ngày 1 tháng 1 năm 2020). Theo đó, sáp nhập toàn bộ diện tích và dân số của ba xã: Bằng Khánh, Xuân Lễ và Xuân Mãn thành xã Khánh Xuân.